# Söldnerdekret
Als so genanntes Söldnerdekret wird in der althistorischen Forschung die allgemeine Verordnung des Makedonenkönigs Alexanders des Großen an seine Satrapen und Generale bezeichnet, die die sofortige Auflösung aller privat aufgestellten Söldnertruppen beinhaltete.
Nachdem Alexander sowohl Persien als auch Ägypten und Indien im Rahmen seines so genannten Alexanderzugs unterworfen hatte, erließ er während seines Rückmarschs aus Indien nach Zentralpersien im Dezember 325 v. Chr. noch von Karmanien aus den Befehl zur Auflösung aller privat aufgestellten Söldnerheere. Diese Order richtete sich unmittelbar an seine ihm untergebenen Satrapen und Generale, nachdem Alexander von allerlei Unbotmäßigkeiten erfahren hatte. Aufgrund der gigantischen Größe des Alexanderreichs erhielten die betreffenden Personen die Verordnung allerdings erst einige Wochen oder gar Monate später.
Zum Sachverhalt rund um das Söldnerdekret und seinen Auswirkungen ist in den historischen Quellen äußerst wenig überliefert, so dass kaum etwas von diesem politischen Vorgang und seinen Zusammenhängen bekannt ist. Als relativ sicher gilt, dass Scharen arbeitsloser Söldner durch die Gebiete des Alexanderreichs wanderten, wobei ein Großteil wohl bis nach Griechenland gelangt sei. Im Spätherbst 324 v. Chr. hatte sich dann wohl eine größere Menge von Söldnern am Kap Tainaron der südlichen Peloponnes zusammengefunden; ferner sollen sich hierunter sogar ehemalige persische Satrapen und Generale befunden haben. Schließlich wurde der Athener Leosthenes zum Kommandeur über die etwa 8.000 Mann starke Söldnertruppe gewählt, der die Gelegenheit nutzte, sich mit weiteren antimakedonisch gesinnten Truppen und Staaten zusammenzuschließen und eine Rebellion gegen das makedonische Joch zu entfachen, die sich schließlich zum Lamischen Krieg ausweitete. Ein Zusammenhang zwischen der Entlassung einer Vielzahl von Soldaten durch das Söldnerdekret und den Massen an Söldnern, die in dieser Zeit durch Persien und Kleinasien wanderten, kann lediglich vermutet werden, ist aber auf Basis der vorhandenen Quellen nicht eindeutig nachweisbar.